# Lepperton
Lepperton – miasto w Nowej Zelandii, na Wyspie Północnej, w regionie Taranaki.